# Пурдан
Пурдан — река в России, протекает по Советскому району Ханты-Мансийского АО. Устье реки находится в 1047 км по правому берегу реки Конда. Длина реки составляет 43 км.

## Притоки
- 0,3 км: Наг
- 24 км: Хаш

## Данные водного реестра
По данным государственного водного реестра России относится к Иртышскому бассейновому округу, водохозяйственный участок реки — Конда, речной подбассейн реки — Конда. Речной бассейн реки — Иртыш.
Код объекта в государственном водном реестре — 14010600112115300015620.